# Albatun-Klasse
Die Albatun-Klasse ist eine Schiffsklasse von Ringwaden-Fischtrawlern. Mit einer Länge von 115 m sind sie die längsten Schiffe zum Thunfischfang weltweit.

## Technik
Die Schiffe wurden 2004 auf der Werft Hijos de J. Barreras in Vigo für das in Bermeo ansässige Unternehmen Albacora gebaut.
Die Schiffe werden von einem Viertakt-Sechszylinder-Dieselmotor von Wärtsilä mit 6300 kW Leistung angetrieben. Der Motor wirkt auf einen Verstellpropeller. Die Schiffe sind mit einem elektrisch angetriebenen Bugstrahlruder ausgestattet.
Für die Stromerzeugung stehen ein von der Hauptmaschine mit 1200 kW Leistung angetriebener Wellengenerator sowie vier von Dieselmotoren mit jeweils 920 kW Leistung angetriebene Generatoren zur Verfügung. Weiterhin wurde ein von einem Dieselmotor mit 200 kW Leistung angetriebener Notgenerator verbaut.
Die Einrichtungen für die Schiffsbesatzung verteilen sich auf drei Decks. Es stehen 31 Einzelkabinen zur Verfügung.

## Einsatzgebiet
Das Fanggebiet der Schiffe ist in erster Linie der Indische Ozean mit Basis auf den Seychellen. Der Fang wird an Bord bei −65 °C eingefroren. Pro Tag können 140 t gefroren werden. Die Kapazität der 26 Ladungstanks beträgt insgesamt rund 3250 m³.

## Schiffe
| Name         | Baunummer | IMO- Nummer | Ablieferung       | Umbenennungen / Verbleib |
| ------------ | --------- | ----------- | ----------------- | ------------------------ |
| Albatun Dos  | 1623      | 9281308     | 29. April 2004    |                          |
| Albatun Tres | 1624      | 9281310     | 22. November 2004 |                          |